# Víctor Piñero
Víctor Piñero Borges (* 10. Mai 1923 in Caracas; † 5. Januar 1975 in Caracas) war ein venezolanischer Sänger.
Piñero hatte seine ersten professionellen Auftritte mit dem Orchester des Trompeters Leonardo  Pedroza in der Sendung Cada minuto una estrella bei Radio Libertador. 1947 machte er seine ersten Aufnahmen mit dem Orquesta Hermanos Belisario, dem er bis zu dessen Auflösung 1951 als Solosänger angehörte. Dem nachfolgenden Orchester von Pedro J. Belisario gehörte er bis 1957 an.
1956 nahm er mit dem Orchester des Trompeters Francisco Galán Musik in einem neuen Stil auf, der als Merecumbé bekannt wurde, und wurde zum Rey del Merecumbé. Am Debüt des Orchesters Los Melódicos im Juli 1958 nahmen er und Germán Vergara als Solosänger teil. Zwei Monate später nahm er mit dem Orchester die LP Estos son Los Melodicos auf. Ende des Jahres nahm er in Kuba vier Nummern mit La Sonora Matancera auf. Mit Billo Frometas Caracas Boys entstand die sehr erfolgreiche LP Carnaval con Billo’s.
Weitere Aufnahmen entstanden u. a. mit Victor Saume Los Peniques, Alberto Muñoz’ La Tremenda und Renato Capriles’ Los Melódicos. Mit einem eigenen Orchester, Victor Piñero y sus Caribes, debütierte Piñero beim Karneval 1962. Mit diesem Orchester nahm er bis zu dessen Auflösung 1965 fünf LPs auf. Danach arbeitete er vorwiegend mit dem Orchester Los Melódicos zusammen.